# Therese Tesdorpf-Sickenberger

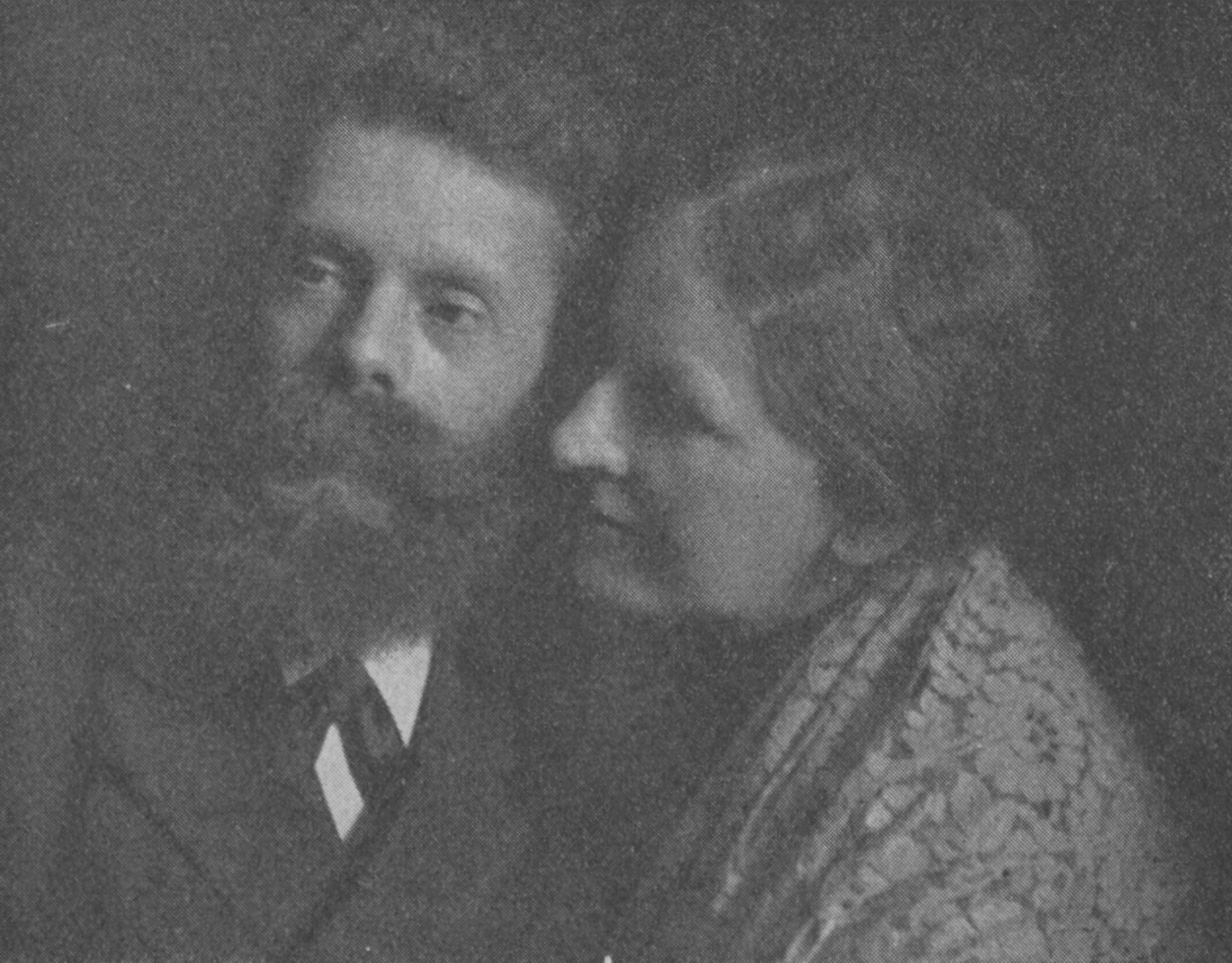
Therese Tesdorpf-Sickenberger mit ihrem Mann Paul Hermann Tesdorpf, 1928

Maria Therese Elisabeth Sickenberger (* 24. Januar 1853 in Weiherhammer, Oberpfalz; † 6. April 1926 in München) war Pädagogin und Schriftstellerin, sie veröffentlichte auch unter dem Pseudonym Therese Singolt.  

## Leben und Wirken
Therese Sickenberger wurde als Tochter des Bergrates Franz Sickenberger (1819–1893) und dessen Ehefrau Anna, geb. Eckart, im Oberpfälzischen Weiherhammer geboren. Zusammen mit ihren Geschwistern, darunter der Pädagoge und Zentrumspolitiker Hermann Sickenberger sowie der katholische Priester, Zölibatsgegner und Philosoph Otto Sickenberger, wuchs sie in München auf. 
Nachdem sie im Jahre 1868 das Aschersche Mädcheninstitut in München verlassen hatte, wurde sie Erzieherin. Zum Jahresende 1871 begann sie eine mehrjährige Auslandstätigkeit als Erzieherin, zunächst in Sézanne in Frankreich und anschließend in Rom und Neapel. 1879 wurde sie auf Bestreben von Amalia von Bourbon am bayerischen Königshof als Erzieherin der Prinzessinnen Clara von Bayern (1874–1941) und Elvira von Bayern (1868–1943) angestellt. 
1882 erlitt sie heftige Anfälle von Gelenksrheumatismus, sie musste die prestigevolle Anstellung am Königshof aufgeben, war zeitweise bettlägerig und pflegebedürftig und verfiel in Depressionen. Im Sommer 1883 verbrachte sie mehrere Monate in der Kuranstalt Friedrich Ritter von Hessings in Göggingen, wo sie eine Linderung ihrer körperlichen und seelischen Schmerzen erfuhr. Sie hatte bereits in den frühen 1870er Jahren erste Gedichte und Prosa verfasst, war damit jedoch nie an die Öffentlichkeit getreten. In Göggingen fasste sie den Entschluss, fortan ihre Kraft der Schriftstellerei zu widmen. Sie tat dies unter dem Pseudonym Therese Singolt, das von dem Bach Singold inspiriert wurde, der durch das Kurgelände floss.
Als sich nach dem Kuraufenthalt und im Zuge weiterer therapeutischer Behandlungen ihr Zustand besserte, gründete sie zusammen mit ihrer Schwester Sophie Sickenberger (1860–1928) in der Münchner Burgstraße die Höheren Unterrichtskurse für junge Mädchen, in denen junge Mädchen aus hohem Haus Bildung erfuhren und auf ihre spätere Rolle als Hausfrau und Mutter oder Erzieherin vorbereitet wurden. 1898 schließlich eröffneten die beiden Geschwister die Höhere Mädchenschule María de la Paz in München. 
Als Erzieherin war Therese Sickenberger dem sog. Lehrerinnenzölibat unterworfen, sie unterhielt spätestens seit 1898 eine geheime und kurze Liebesbeziehung zu dem katholischen Priester und Kunsthistoriker Joseph Popp (1867–1932). Bereits 1896 hatte sie den Psychiater Paul Hermann Tesdorpf (1858–1936) kennengelernt, zu dem sie sehr schnell eine innige Freundschaft und Seelenverwandtschaft entwickelte. Tesdorpf, der selbst literarische Ambitionen hatte, war eng mit der Schriftstellerin Henriette Keller-Jordan (1835–1909) befreundet, mit der sich auch Sickenberger schnell anfreundete. Gemeinsam unterhielten sie einen literarischen Salon in München. Als Keller-Jordan starb, heirateten Sickenberger und Tesdorpf im Jahre 1910. 
Gemeinsam veröffentlichten sie fortan eigene Lyrik- und Prosawerke und übersetzten Werke aus dem Englischen, Französischen, Spanischen und Lateinischen. Sickenbergers Lyrik ist von der Natur und Naturerfahrung geprägt, sie vereint dort überwiegend autobiographische und sehnsüchtige Gedanken. Obwohl sie für Frauenbildung und Frauenrechte eintrat, sind ihre Lyrik und Prosa weitgehend unpolitisch. Durch ihre Veröffentlichungen machte sie sich vor allem im süddeutschen Raum schnell einen Namen, sie veröffentlichte regelmäßig in Anthologien und Zeitschriften, auch stand sie mit Münchner Schriftstellern wie etwa Michael Georg Conrad in Kontakt. 
An Heiligabend 1923 erlitt Therese Sickenberger einen Schlaganfall, der sie die restlichen Jahre ihres Lebens an das Bett fesselte und ihre schriftstellerische Tätigkeit stark einschränkte. Sie starb am 6. April 1926 in München. Ihr privater und künstlerischer Nachlass ist in der Bayerischen Staatsbibliothek München überliefert. 

## Werke
Therese Tesdorpf-Sickenberger veröffentlichte zahllose Gedichte und Prosawerke in Zeitungen und Zeitschriften wie der Deutschen Dichtung oder der Literarischen Warte, zu ihren monographischen Veröffentlichungen zählen
- Henri de Régnier: Als Lyriker. Literarische Studie (1912)
- Feenmärchen aus alter Zeit: Jedes mit seiner Moral (1912, Übersetzung von Märchen von Charles Perrault)
- Das medizinische Lehrgedicht der Hohen Schule zu Salerno (1915, zusammen mit Paul Hermann Tesdorpf, Übersetzung des lateinischen Textes von Johann Christian Gottlieb Ackermann)
- Bücher des Glücks: Gedichte (1926, posthum herausgegeben von Paul Hermann Tesdorpf)
- Verse von Henri de Régnier (1932, posthum herausgegeben von Paul Hermann Tesdorpf)
- Ahnungsbang vor nahem Sturm: Gedichte (2019, posthum herausgegeben von Marc Rothballer)